# Dado Pršo
Miladin Pršo, mais conhecido como Pršo (Zadar, 5 de novembro de 1974), é ex-futebolista croata de origem sérvia que atuava como atacante.

## Carreira
Jogou no Glasgow Rangers FC da Escócia, fez parte do time do AS Monaco (da França) que fez ótima campanha em 2004 na Liga dos Campeões da Europa, sendo finalista depois de bater o Deportivo La Coruña por 8 a 3, no maior escore da história da Liga.
Prso retirou-se do futebol em junho de 2007 devido às lesões no joelho. Foi um dos melhores jogadores da história recente do seu país.

## Seleção
integrou a Seleção Croata de Futebol na Eurocopa de 2004. e foi titular de sua seleção na Copa do Mundo de 2006.